# 大原村 (岐阜県)
大原村（おおはらむら）はかつて岐阜県郡上郡に存在した村である。
現在の郡上市南西部、美並町大原にあたる。
村名は、前身となった村名から一文字ずつ取った、合成地名である。

## 歴史
- 1875年（明治8年） - 大矢村と勝原村が合併し、大原村となる。
- 1889年（明治22年）7月1日 - 町村制で大原村発足。
- 1897年（明治30年）4月1日 - 梅原村、白山村、三戸村が合併し、下川村発足。同日大原村は廃止される。